# Quirosano
El Quirosano es un dialecto derivado de la rama de los idiomas astur-leoneses de Asturias, el cual es hablado principalmente en el concejo de Quirós.
Este idioma se encuentra en el subconjunto denominado como franja B o de tierras altas del este, los cuales forman parte de la rama del asturiano occidental.

## Rasgos únicos del Quirosano
El Quirosano y los demás dialectos que pertenecen a la franja B muestran rasgos ortográficos únicos, los cuales son:
- Diptongos decrecientes: /éi, ói/: veiga, cantéi. Sin embargo, estos no coinciden completamente con los idiomas de las ramas de occidente (queisu, feleitu) ni con los idiomas de las ramas del centro-oriente (quesu, felechu), seyando una especie de franja lingüística entre regiones, que guarda el diptongo en caso de vocal abierta, (caseum > caisu > queisu) y le reduce en caso de vocal cerrada (filictu > feleitsu > feletsu).[2]